# Olga de Grèce (1903-1997)
Pour les articles homonymes, voir Olga de Grèce.
Titre
Épouse du régent de Yougoslavie
9 octobre 1934 – 27 mars 1941
(6 ans, 5 mois et 18 jours)
Olga de Grèce (en grec moderne : Όλγα της Ελλάδας / Ólga tis Elládas et en serbo-croate : Олга Карађорђевић / Olga Karađorđević), princesse de Grèce et de Danemark puis, par son mariage, princesse de Yougoslavie, est née le 11 juin 1903 à Tatoï, en Grèce, et morte le 16 octobre 1997 à Meudon, en France. Petite-fille du roi Georges Ier de Grèce, elle est l'épouse du prince-régent Paul de Yougoslavie et exerce donc le rôle de « Première dame » de Yougoslavie entre 1934 et 1941.
Fille du prince Nicolas de Grèce et de la grande-duchesse Hélène Vladimirovna de Russie, la princesse Olga passe son enfance entre Athènes et Saint-Pétersbourg. La Première Guerre mondiale et la Révolution russe poussent cependant la jeune fille et sa famille à l'exil, en Suisse, en Italie, en France puis au Royaume-Uni. Après des fiançailles avortées avec le futur Frédéric IX de Danemark (1922), Olga épouse le riche prince Paul de Yougoslavie (1923), avec lequel elle a trois enfants. En 1934, le roi Alexandre Ier de Yougoslavie est assassiné lors d'un voyage diplomatique en France et le prince Paul est proclamé régent du jeune Pierre II. Après des années de vie discrète, Olga doit alors seconder son époux et assumer les fonctions de « Première dame » du royaume de Yougoslavie. Au début de la Seconde Guerre mondiale, la politique par trop favorable de Paul vis-à-vis des puissances de l'Axe aboutit toutefois au renversement du couple princier et à son arrestation par l'armée (1941). Remis aux Britanniques, Olga et les siens sont alors gardés en détention en Égypte, au Kenya puis en Afrique du Sud. Autorisés à rentrer définitivement en Europe en 1948, le couple princier et sa progéniture s'installent à Paris, où Paul meurt en 1976. Devenue veuve, Olga passe de plus en plus de temps au Royaume-Uni, pays d'adoption de sa sœur Marina. Frappée par la maladie d’Alzheimer à la fin de sa vie, Olga meurt à Meudon, en 1997. Sa dépouille mortelle est alors inhumée à Lausanne, en Suisse, avant d'être transférée au mausolée royal d'Oplenac, en Serbie, en 2012.

## Famille

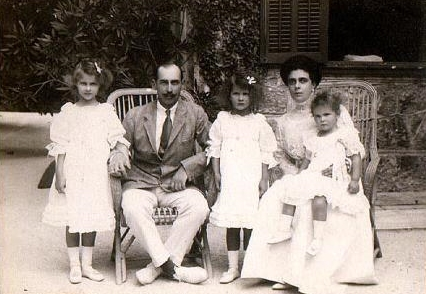
La famille d'Olga, vers 1911. De gauche à droite, on peut voir Olga, son père, le prince Nicolas, sa sœur cadette, la princesse Élisabeth, sa mère, la princesse Hélène et sa benjamine, la princesse Marina.

La princesse Olga est l'aînée des trois filles du prince Nicolas de Grèce (1872-1938) et de son épouse la grande-duchesse Hélène Vladimirovna de Russie (1882-1957). Par son père, la princesse est donc la petite-fille du roi Georges Ier de Grèce (1845-1913) tandis que, par sa mère, elle est l'arrière-petite-fille du tsar Alexandre II de Russie (1818-1881).
Le 22 octobre 1923, la princesse Olga épouse, à Belgrade, en Yougoslavie, le prince Paul de Serbie  (1893-1976), lui-même fils du prince Arsène de Serbie (1859-1938) et de son épouse la princesse Aurora Demidoff de San Donato (1873-1904). Du mariage d'Olga et de Paul naissent trois enfants :
- Alexandre de Yougoslavie (1924-2016), prince de Yougoslavie puis de Serbie, qui épouse, en 1955, la princesse Maria Pia de Savoie (1934) avant de divorcer en 1967 et de se remarier, en 1973, à la princesse Barbara de Liechtenstein (1942) ;
- Nicolas de Yougoslavie (1928-1954), prince de Yougoslavie, qui meurt célibataire ;
- Élisabeth de Yougoslavie (1936), princesse de Yougoslavie puis de Serbie, qui épouse, en 1961, l'industriel américain Howard Oxenberg (1919-2010) avant d'en divorcer en 1966 et de se remarier, trois ans plus tard, au banquier Neil Balfour (1944). Après un nouveau divorce et une liaison avec l'acteur gallois Richard Burton (1925-1984), la princesse se remarie, en 1987, à l'ancien Premier ministre du Pérou, le Dr Manuel Ulloa Elías (1922-1992).

À travers sa fille Élisabeth, la princesse Olga est donc la grand-mère maternelle de l'actrice américaine Catherine Oxenberg (1961), bien connue pour son rôle d'Amanda Bedford Carrington dans la série télévisée Dynasty. Par son fils Alexandre, elle est par ailleurs la grand-mère du célèbre prince-joailler Dimitri de Yougoslavie (1958).

## Biographie

### Jeunesse

#### Une enfance grecque

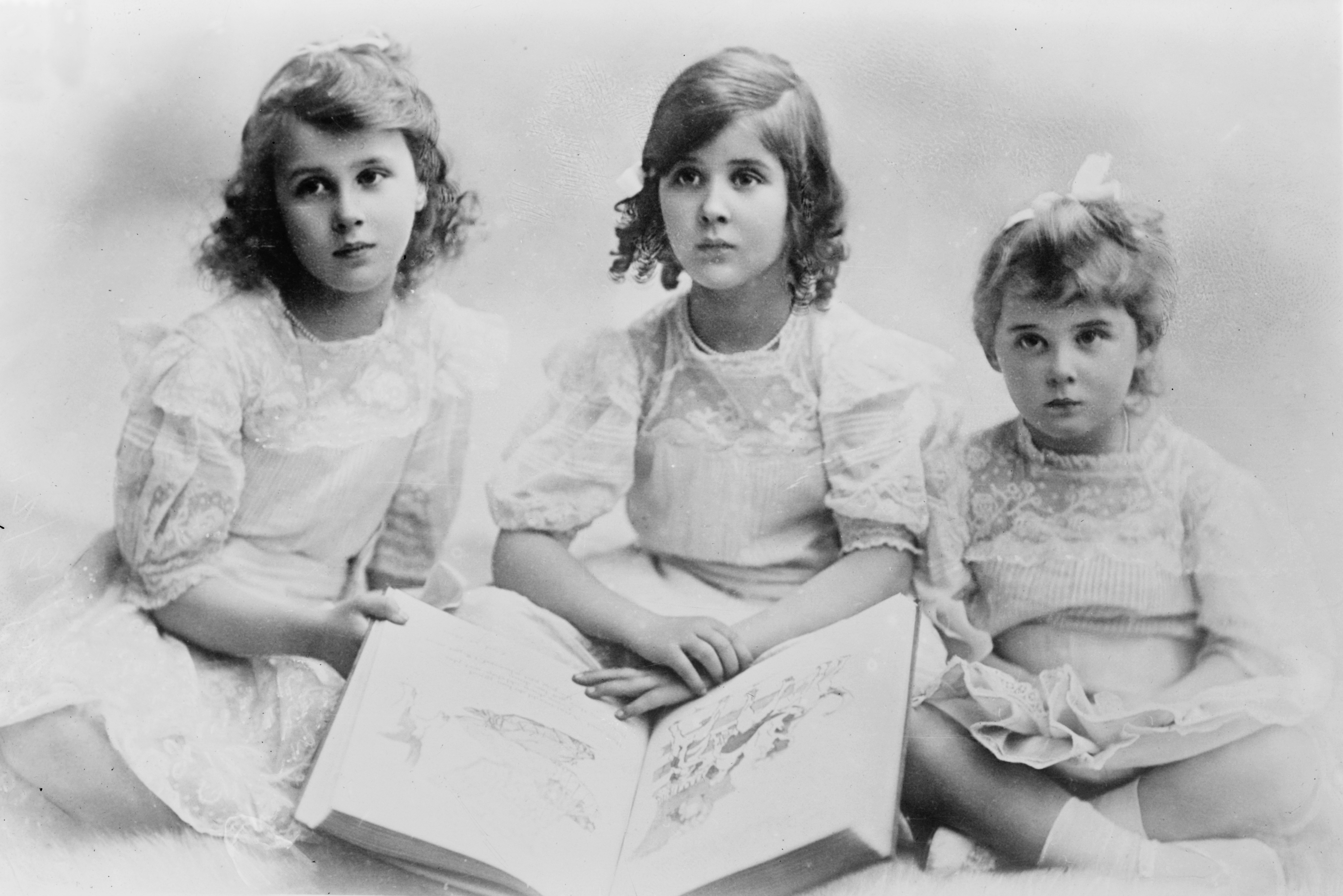
Les princesses Olga, Élisabeth et Marina de Grèce vers 1912.

Petite-fille du roi Georges Ier de Grèce, la princesse Olga voit le jour au palais de Tatoï, résidence secondaire de la famille royale hellène, en 1903. Comme le veut la tradition grecque, elle reçoit alors le prénom de sa grand-mère paternelle, la reine Olga Constantinovna de Russie.
L’enfant grandit aux côtés de ses parents et de ses sœurs cadettes, les princesses Élisabeth (née en 1904) et Marina (née en 1906), au Palais Nicolas, actuel siège de l’ambassade italienne à Athènes. Olga est élevée dans une relative simplicité et son éducation est supervisée par une institutrice anglaise du nom de Miss Fox.
Une fois par an, Olga et sa famille se rendent en Russie, où ils sont régulièrement reçus par leurs cousins Romanov. La petite princesse et ses sœurs ont ainsi l'occasion de jouer avec les filles du tsar Nicolas II, qui ont sensiblement le même âge qu'elles. Les Grèce se trouvent d’ailleurs à Saint-Pétersbourg, lorsque éclate la Première Guerre mondiale, en 1914.

#### La Première Guerre mondiale et l'exil

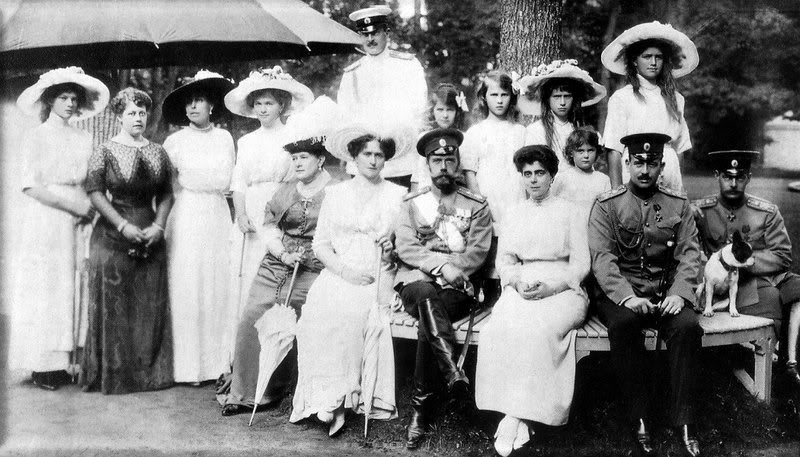
Réunion de famille en Russie. Sur cette photo, prise lors d'un séjour des Grèce chez les Romanov, la princesse Olga est la troisième petite fille, en haut, en partant de la droite.

La Première Guerre mondiale est un moment difficile dans l'histoire de la famille royale de Grèce. Après la rupture du roi Constantin Ier et de son Premier ministre Elefthérios Venizélos à propos de l'entrée dans le conflit, une quasi guerre civile secoue le royaume hellène, qui est partiellement occupé par les Alliés à partir de 1915.
Finalement, le 10 juin 1917, le roi Constantin est contraint de quitter le pouvoir par l'ultimatum du Haut-commissaire français Charles Jonnart et il part en exil avec son épouse et ses enfants en Suisse alémanique,. Qualifié de « génie du mal de la monarchie » par les vénizélistes, le prince Nicolas est rapidement contraint à quitter à son tour Athènes et à rejoindre son frère à l'étranger. Olga et sa famille s'installent alors à Saint-Moritz, où les Grèce connaissent pour la première fois de leur vie les soucis financiers.
La restauration de Constantin Ier en 1920 permet à Olga de retrouver pour une brève période son pays natal mais l’abdication définitive du roi en 1922 oblige la jeune fille et sa parentèle à reprendre leur vie d’exilés. La princesse s'installe alors successivement à San Remo, à Paris et à Londres, où elle vit dans la gêne auprès de membres de sa famille,.

#### Des fiançailles avortées

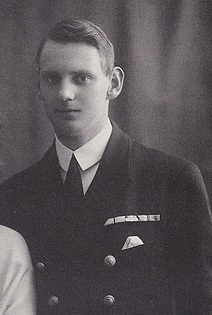
Frédéric (IX), prince héritier de la Couronne danoise en 1922.

Considérée, avec sa sœur Marina, comme l’« une des plus belles jeunes femmes de son époque »,, la princesse Olga est, selon le biographe Ricardo Mateos Sainz de Medrano, une « personnalité discrète, romantique et fragile ».
Dès avant son départ en exil, un projet matrimonial la lie au futur Frédéric IX de Danemark et les fiançailles des deux jeunes gens sont même annoncées publiquement en 1922. Cependant, la maladresse du prince danois, qui prend la main d’une des sœurs d’Olga au lieu de la sienne lors de la présentation officielle du jeune couple devant la foule athénienne, humilie durablement sa promise. Peu de temps après l’événement, Olga décide donc de rendre sa bague à l’héritier du trône danois et met un terme à leurs fiançailles.
Après son installation au Royaume-Uni, la vie sentimentale d’Olga est l’objet de bien des conjectures. La rumeur publique prétend ainsi, durant quelque temps, qu’une relation amoureuse la lie au prince de Galles (futur Édouard VIII). Mais, vraie ou non, cette amourette est bien vite oubliée. Fréquentant avec assiduité la bonne société britannique, la princesse grecque rencontre, lors d’un bal donné par sa cousine Lady Zia Wernher, le prince Paul de Yougoslavie,.
Immédiatement impressionné par la beauté d'Olga, le petit-fils d’Alexandre Karageorgévic cherche à se gagner les faveurs de la princesse, mais celle-ci se montre plutôt indifférente à son égard. D’autres rencontres suivent pourtant, notamment au palais de Buckingham, et le prince Paul parvient finalement à séduire la jeune fille,.

### En Yougoslavie

#### Mariage et installation en Yougoslavie

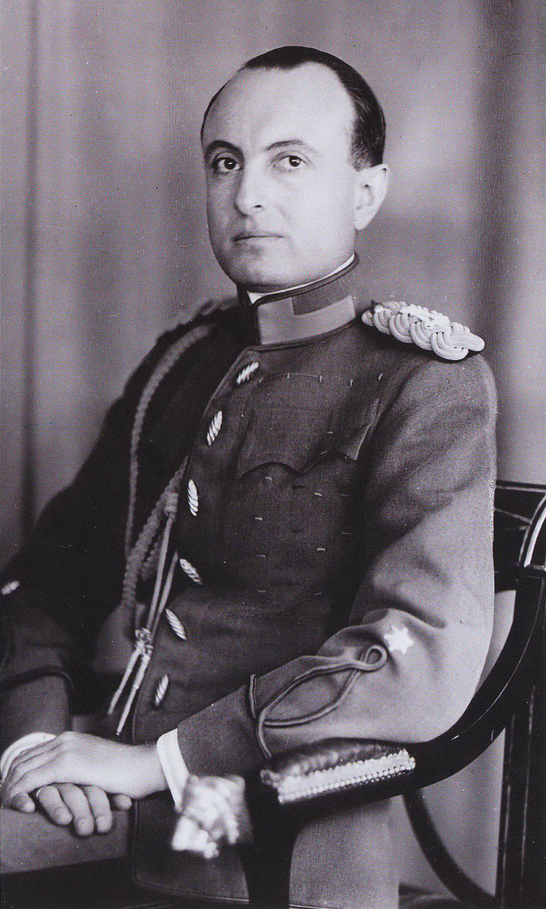
Le prince Paul de Yougoslavie, époux d'Olga.

Une fois les fiançailles d’Olga et de Paul annoncées (le 26 juillet 1923), le trousseau de la jeune femme est acheté à Paris. C’est cependant à Belgrade, dans la patrie du prince, qu’est organisé le mariage, en octobre suivant,.
Désormais princesse de Yougoslavie, Olga s’attelle à l’apprentissage du serbo-croate, qu’elle parvient rapidement à dominer, malgré un fort accent grec. Partageant désormais sa vie entre le Palais Blanc de Belgrade, un magnifique chalet dans la vallée de Bohinj et une villa sur la Rumunska Ulica (actuelle Užička Ulica), Olga profite de l’immense fortune que son époux a en partie héritée de sa famille maternelle. Mais, habituée à un style de vie moins provincial que celui qui est le sien dans sa nouvelle patrie, la princesse trouve son quotidien d’autant plus monotone et ennuyeux que ses relations avec le roi Alexandre Ier et l’épouse de celui-ci ne sont guère chaleureuses.
Olga reçoit toutefois les visites régulières de ses sœurs et d’autres membres de sa famille. Bientôt mère de trois enfants, nés entre 1924 et 1936, elle passe par ailleurs beaucoup de temps à s’occuper de sa progéniture tandis que son époux s'adonne à ses collections d'art.

#### La Régence de Paul
Le 9 octobre 1934, le roi Alexandre Ier de Yougoslavie meurt assassiné lors d'une visite officielle à Marseille par un nationaliste macédonien membre de l'ORIM,. Son successeur, le jeune Pierre II, n’ayant que onze ans, un conseil de Régence est mis en place sous la direction du prince Paul. Bien que n’ayant jamais aspiré à la vie politique, l’époux d’Olga n’a d’autre choix que d’accepter la charge qui lui incombe et prend alors la tête des affaires de l’État.
Devenue, en quelque sorte, la « première dame » de Yougoslavie, Olga doit plus que jamais représenter son pays d’adoption aux côtés de son époux. Avec lui, elle effectue ainsi plusieurs séjours officiels à l’étranger et rencontre notamment les dictateurs Benito Mussolini et Adolf Hitler, à Rome et à Berlin, en avril et juin 1939. De fait, dans le contexte tendu de la fin des années 1930, le très anglophile prince Paul engage progressivement son pays dans une politique d’alliance avec les forces de l’Axe. Il semblerait d'ailleurs que les liens de parenté entre Olga et différents membres du gotha allemand ayant embrassé l'idéologie nazie (dont son cousin, le prince Philippe de Hesse-Cassel) n'aient pas été sans effet sur l'évolution politique du prince Paul.
En 1938, Olga quitte la Yougoslavie durant une longue période afin de veiller sur plusieurs membres âgés de sa parentèle. Elle séjourne ainsi à Athènes pour assister à l'agonie de son père, le prince Nicolas, et prendre soin de sa mère, la grande-duchesse Hélène Vladimirovna de Russie. Quelques mois plus tard, la princesse se rend à Paris, où elle retrouve son beau-père, le prince Arsène de Yougoslavie, qui meurt peu après.

### Seconde Guerre mondiale

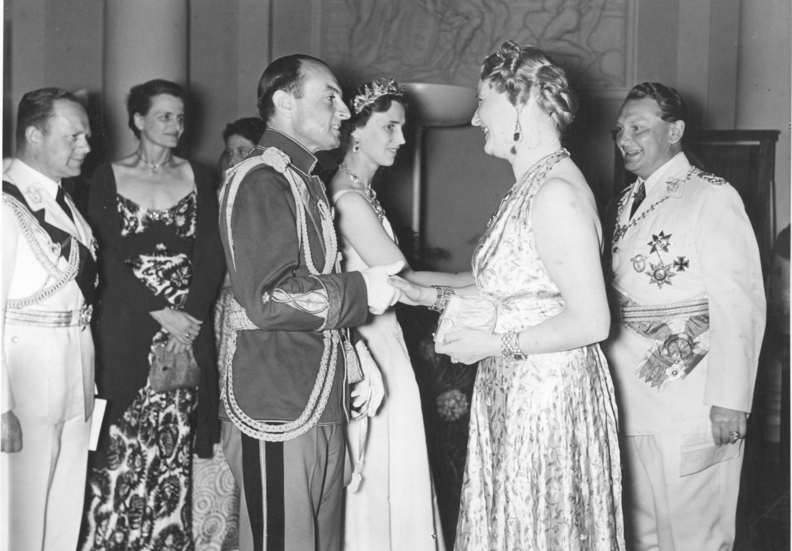
Paul et Olga (à gauche) rencontrant Emmy et Hermann Göring (à droite), en 1939.

Après l’éclatement de la Deuxième Guerre mondiale, le prince Paul signe, le 25 mars 1941, un traité d’alliance faisant entrer son pays dans le camp de l'Axe. Désapprouvant cette décision, l’armée yougoslave se révolte deux jours plus tard et proclame la majorité du jeune Pierre II. Paul, Olga et leurs trois enfants sont alors arrêtés et remis aux Britanniques, qui les déportent en Grèce (où ils sont accueillis par le roi Georges II) puis en Égypte (sous prétexte d'intrigues). Parallèlement, le retournement du gouvernement yougoslave conduit Hitler à bombarder Belgrade et à envahir le pays en avril 1941.
Confinés durant quelque temps au Caire, les princes yougoslaves sont ensuite envoyés au Kenya, où ils arrivent après trois jours de voyage, le 28 avril 1941. Installés loin de Nairobi, à Osserian, dans la région du lac Naivasha, ils sont placés en résidence surveillée dans la maison de campagne de lord Erroll, ancien gouverneur de la colonie. Condamnée à l'inactivité, Olga consacre dès lors ses journée à entretenir la résidence, à apprendre à cuisiner et à surveiller l'éducation de ses enfants, tandis que son époux sombre dans la mélancolie. Relativement isolés, les princes yougoslaves se lient toutefois d'amitié avec les familles de colons qui résident dans la région. En septembre 1941, ils sont autorisés à déménager à Preston's house, une demeure plus moderne située dans la même région.
En septembre 1942, la mort accidentelle du duc de Kent laisse son épouse, la princesse Marina de Grèce, inconsolable et le gouvernement britannique doit se résoudre à autoriser Olga à séjourner au Royaume-Uni pour tenir compagnie à sa sœur,. La jeune femme profite de son séjour en Grande-Bretagne pour plaider la cause de son mari auprès du gouvernement, sans grand succès. De retour au Kenya en janvier 1943, la princesse retrouve son époux gravement diminué par la dépression. L'état de l'ancien régent ne s'améliorant pas, le gouvernement britannique finit par autoriser la famille d'Olga à s'installer en Afrique du Sud, en juin 1943. Ils y retrouvent alors plusieurs membres de la famille royale de Grèce, exilés dans le dominion après l'invasion de leur pays par les forces de l'Axe,. Surtout, ils cessent d'être traités en prisonniers, même s'ils ne retrouvent officiellement leur liberté que le 1er juin 1946.
Olga et sa famille sont finalement autorisées à regagner l’Europe en 1948.

### Une princesse en exil

#### Retour en Europe

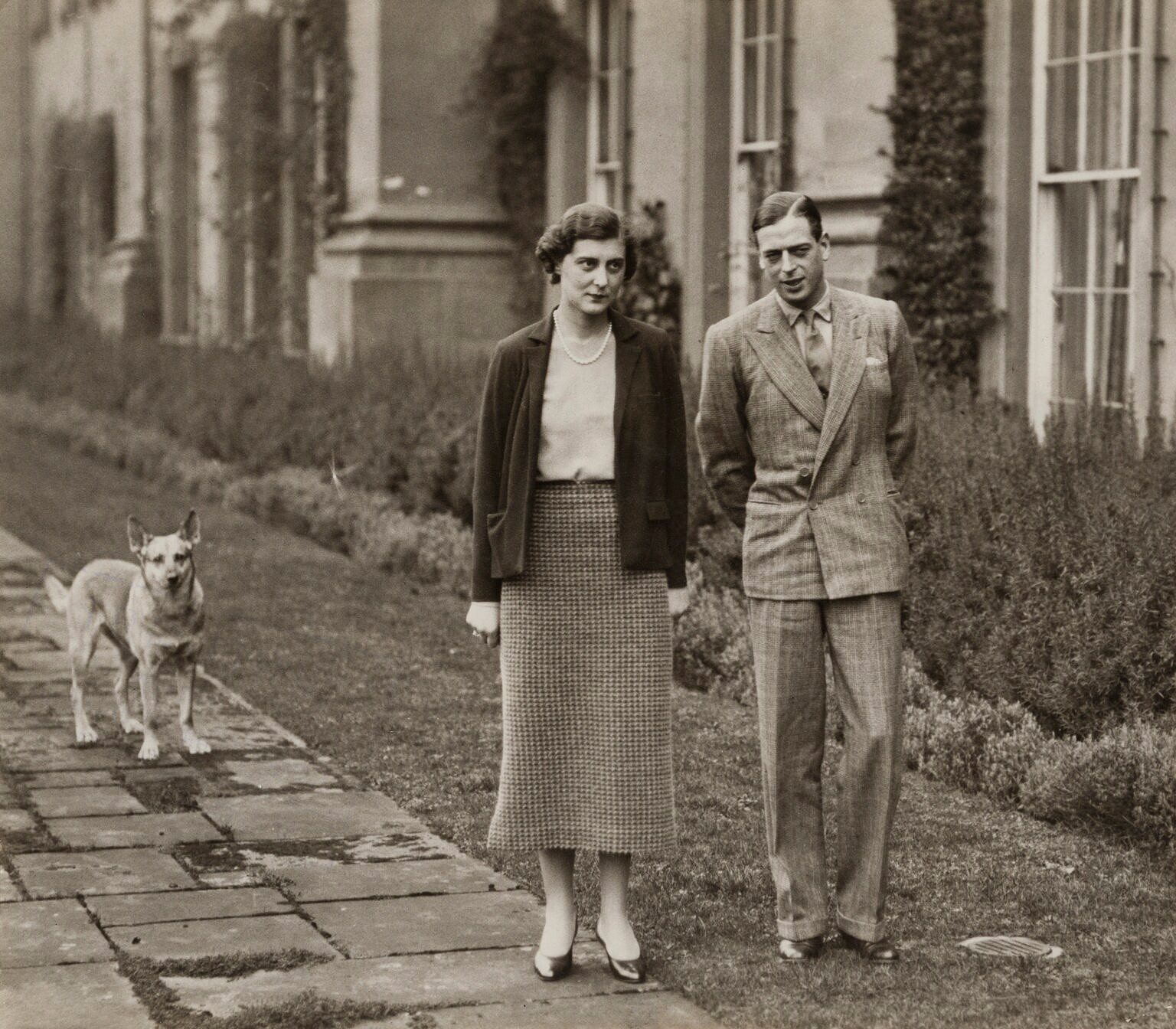
Le duc et la duchesse de Kent en 1934.

En 1948, Paul, Olga et leurs trois enfants obtiennent finalement l’autorisation de quitter l’Afrique du Sud mais, la Yougoslavie ayant adopté un régime communiste en 1945, ils ne peuvent regagner leur pays. La famille s’installe alors en Suisse, puis à Paris. Elle effectue par ailleurs de fréquents séjours à Londres et à Florence, où Paul possède une résidence située non loin de la Villa Sparta. En Toscane, Olga a ainsi le plaisir de retrouver sa cousine et amie, la reine-mère Hélène de Roumanie, tandis qu'au Royaume-Uni elle est toujours bien accueillie par sa sœur Marina, duchesse de Kent, et le reste de la famille royale britannique.
En 1954, la princesse et son époux ont la douleur de perdre leur deuxième fils, Nicolas, tué dans un accident de voiture en Angleterre. Puis, en 1957, c'est au tour de la mère d'Olga de s'éteindre, à Athènes.

#### Une vieille dame exigeante
Devenue veuve en 1976, Olga séjourne de plus en plus longtemps en Grande-Bretagne. Sa sœur Marina étant décédée en 1968, elle est hébergée au palais de Kensington, chez la princesse Alice du Royaume-Uni puis, après la mort de cette dernière, directement à Clarence House, chez la reine-mère Elisabeth. La princesse grecque acquiert alors la réputation d'être une invitée exigeante.
Avec l’âge, la santé d’Olga se détériore. Elle continue pourtant à assister aux grands événements du gotha européen, comme les mariages d’Alexandre de Yougoslavie (en 1972), de Michael de Kent (en 1978) ou de Charles et Diana (en 1981). Lors du mariage du prétendant yougoslave, c'est d'ailleurs la princesse Olga qui accompagne ce dernier à l'autel, la mère et la grand-mère du prince n'ayant pu assister à la cérémonie pour des raisons de santé.

#### Maladie et disparition

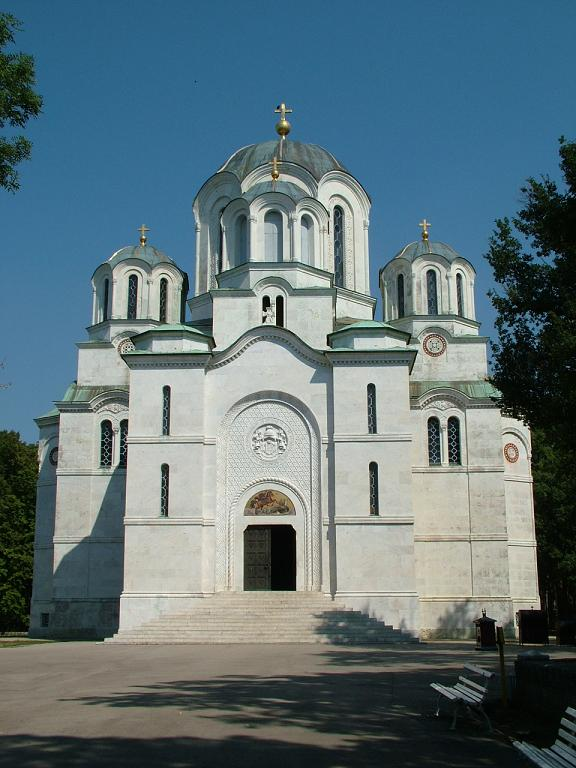
Le mausolée royal d'Oplenac, en 2007.

Atteinte par la maladie d’Alzheimer à la fin de sa vie, la princesse Olga est longtemps hospitalisée à Meudon. Quelques années avant sa mort, en 1993, sa fille Élisabeth décide de réaliser un film-documentaire sur elle avec l’aide d’une journaliste serbe. Cependant, Olga étant déjà, à cette époque, lourdement touchée par la maladie, le projet de sa fille fait scandale. Le prince Alexandre porte ainsi plainte contre sa sœur Élisabeth devant la justice française pour atteinte à l’image de leur mère et réclame, en son nom, 107 000 dollars de dommages et intérêts.
La princesse Olga meurt finalement près de la capitale française, le 16 octobre 1997. Elle est alors enterrée aux côtés de son époux, dans un mausolée familial situé au cimetière du Bois-de-Vaux, à Lausanne, en Suisse.
Le 28 septembre 2012, les dépouilles de la princesse Olga, de son époux et de leur fils Nicolas sont cependant exhumées puis transportées à Belgrade, en Serbie. Le 4 octobre, une cérémonie officielle est célébrée en la cathédrale Saint-Michel de Belgrade par le patriarche Irénée de Serbie. Participent à l'événement les enfants et petits-enfants des défunts, le prince héritier Alexandre de Serbie et son épouse la princesse Catherine, ainsi que le président serbe Tomislav Nikolić et son gouvernement. Les dépouilles princières sont ensuite déposées à la nécropole des Karageorgévic, à Topola.

## Dans la culture

### Dans la marine yougoslave
Le Princesa Olga est un navire de la marine yougoslave baptisé en l'honneur de la princesse en 1935.

### Dans la sculpture
Un buste en plâtre patiné de 1910 représentant la princesse Olga enfant est conservé au musée Pietro-Canonica, à Rome.
Le sculpteur Toma Rosandić a réalisé un buste d'Olga en 1935.

### Dans les arts visuels
Olga a fait la couverture du magazine de mode britannique Tatler en février 1940.

### Biographies de la princesse
- (en) Trond Norén Iskasen, « "A Broken Engagement" - Frederik of Denmark and Olga of Greece », Royalty Digest Quarterly, no 3,‎ 2010.
- (en) Robert Prentice, « Olga of Greece and Yugoslavia », Royalty Digest Quarterly, no 3,‎ 2011.
- (en) Robert Prentice, Princess Olga of Yugoslavia : Her Life and Times, Grosvenor House Publishing Ltd, 2021 (ISBN 1839754427).

### Sur la princesse et sa famille
- (en) Neil Balfour et Sally Mackay, Paul of Yugoslavia : Britain's maligned friend, H. Hamilton, 1980, 335 p. (ISBN 0-241-10392-4 et 978-0-2411-0392-0).
- (es) Ricardo Mateos Sainz de Medrano, La Familia de la Reina Sofía : La Dinastía griega, la Casa de Hannover y los reales primos de Europa, Madrid, La Esfera de los Libros, 2004, 573 p. (ISBN 978-84-9734-195-0, OCLC 55595158).
- (en) Alan Palmer et Michael of Greece, The Royal House of Greece, Londres, Weidenfeld Nicolson Illustrated, 1990, 127 p. (ISBN 978-0-297-83060-3, OCLC 59773890).
- (en) Jonathan Petropoulos, Royals and the Reich : The Princes von Hessen in Nazi Germany, Oxford, Oxford University Press, 2009 (ISBN 978-0-19-921278-1).
- (en) John Van der Kiste, Kings of the Hellenes : The Greek Kings, 1863-1974, Sutton Publishing, 1994, 200 p. (ISBN 0-7509-2147-1 et 9780750921473, OCLC 41157782).

### Souvenirs et mémoires princiers
- (en) Prince Nicholas of Greece, My Fifty Years, Londres, Hutchinson & Co., 1926.
- (en) Prince Nicholas of Greece, Political Memoirs, Londres, Hutchinson & Co., 1928.
- (en) King Peter II of Yugoslavia, A King's Heritage : The Memoirs of King Peter II of Yugoslavia, Londres, Cassell, 1955.

### Bases de données et dictionnaires
- Ressource relative aux beaux-arts :   - National Portrait Gallery
- Notices d'autorité :   - VIAF
  - ISNI
  - BnF (données)
  - LCCN
  - GND
  - Tchéquie
  - WorldCat

### Autres liens externes
- (en) The Peerage.com (site de généalogie)
- (fr) Régine Salens, « Archives : les fiançailles du prince héritier Frederik de Danemark et de la princesse Olga de Grèce » sur Noblesse & Royauté
- (fr) Régine Salens, « Portrait : Olga de Grèce, princesse de Yougoslavie » sur Noblesse & Royauté
- (en) Neil R. Balfour, « Obituary: Princess Paul of Yugoslavia », The Independent,‎ 3 novembre 1997 (lire en ligne).